# 熱流センサ

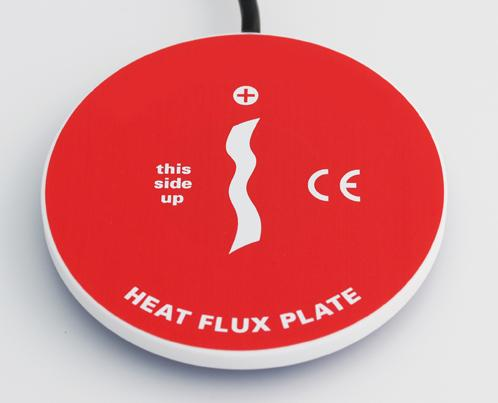
代表的な熱流センサ（プレートタイプ）、HFP01。 このセンサーは、建築物の壁面、屋根など、物体の表面から出入りする熱流量（熱フラックス）を直接測定する。地中に埋設した場合は、土壌からの熱フラックスを測定する。

熱流センサ（ねつりゅうセンサ）は、センサの表面に加えられた総熱量に比例する電気信号を生成する変換器である。 測定された熱流量をセンサの表面積で割って熱流束（熱フラックス）を導く。
熱フラックスは、対流、熱放射（放射）、熱伝導という、3つの異なる形態があるが、熱流センサはこれらの熱フラックスを測定する装置である。熱流変換器、熱流束計、熱流板などの異なる名称でも知られており、それぞれの目的に特化している。 熱伝導の測定装置例としては、熱流センサ、放射の測定装置例としては、日射計が上げられる。日射計は太陽の短波放射フラックスを測定する単一目的の熱流センサである。 他の熱流センサには、 ガードン(Gardon)ゲージ (円形箔ゲージ)、薄膜サーモパイル およびシュミット-ボエルター（Schmidt-Boelter）ゲージなどがある。 SI単位では、熱量はワットで測定され、熱流束(熱フラックス)はワット/平方メートルで計算される。

## 用途
熱流センサは、様々な用途に使用されている。 一般的なアプリケーションは、建築物壁面などの熱抵抗、火災や火炎の熱フラックス、レーザー出力の測定に関する研究などである。また、ボイラー表面のファウリングの評価、移動フォイル材料の温度測定などがある。
全熱フラックスは、熱伝導、対流および熱放射の各成分から構成される。 用途に応じて、これらの量の3つすべてを測定することも、1つを測定することもできる。
熱伝導による熱フラックスの測定の一例は、壁に組み込まれた熱流センサである。
放射による熱フラックスの測定の一例は、太陽放射の測定のための日射計である。
放射および対流による熱フラックスの計測に使用される熱流センサの例は、ガードン（Gardon）またはシュミット・ボエルター（Schmidt-Boelter）ゲージであり、火災および火炎の研究に使用される。 ガードンタイプは、円形箔構造のため正確なセンサの面に垂直な対流を測定しなければならず、シュミット・ボエルターゲージのワイヤー巻き幾何学形状は垂直流と平行流の両方を測定することができる。 このセンサーは水冷式のボディに取り付ける。 これらのセンサは、火災抵抗試験において、試料に対する火炎の放射熱フラックスなどを測定するために使用される。
熱流センサが内部で使用される、検出器の例としては、レーザーパワーメーター、日射計、赤外放射温度計などのさまざまな例がある。
以下では、3つの大きな応用分野について説明する。

### 気象学や農業における応用
土壌熱フラックスは、土壌に蓄積された太陽エネルギーの量を時間の関数として調べることができるため、農業気象学的研究で最も重要なパラメータである。
典型的には、2、3個の土壌熱流センサが、気象観測装置のまわりの地表面または、地表から約5cm下埋設される。 土壌で遭遇する問題は3つあります：
第1に、土壌の熱的性質が水の吸収およびその後の蒸発によって絶えず変化しているという事実である。
第2に、土壌を通る水の流れが熱衝撃と一緒になってエネルギーの流れとなることがある。 第3は、湿潤および乾燥の一定のプロセスや土壌中の生物によるセンサと土壌との間の接触状況が不明な事である。
上記の事より、土壌熱フラックス測定のデータ品質は未知の部分による影響が大きいと考えられる。 つまり、土壌熱フラックスの測定は極めて困難であると考えられる。

### 建築物理学における応用
省エネルギーに関心を寄せている世界では、建物の熱的特性を研究することがますます関心を集めている。 これらの研究の出発点の1つは、既存の建物やこのタイプの研究に特化して建てられた建物の壁に熱流センサを取り付けることである。 ビル壁面に取り付けられた熱流センサは、その壁面を通る熱エネルギーの損失/利得の量を監視したり、壁面の熱抵抗、R値または熱透過率U値を測定するために使用される。
壁の中における熱フラックスの測定は、多くの点で土壌中の測定と比較できる。 しかしながら、2つの大きな違いは、壁の熱特性が一般的に変化しないこと（含水量が変化しない限り）と、壁に熱流センサを挿入することが通常は不可能であり、壁の外側または内側の表面に貼り付けられることである。 熱流センサを壁の表面に取り付ける場合、熱抵抗が大きくならないよう、貼付には注意する必要がある。 また、放射スペクトル特性は、できるだけ周囲の壁のものと一致させなければならない。 センサーが日射に曝されている場合は、特に重要である。 この場合、壁と同じ色でセンサーを塗装することを検討する必要がある。

### 医学研究における応用
人間における熱交換の測定は、医学研究、衣服、耐寒耐水服(イマージョンスーツ)、寝袋の設計に重要である。
この測定での難点は、人間の皮膚が熱流センサの取り付けに、特に適しているというわけではないことである。 また、センサーは薄くなければならない。皮膚は本質的に一定の温度のヒートシンクであるため、追加される熱抵抗は避けなければならない。 別の問題は、テストの被験者が動いている可能性があるということである。 被験者とセンサとの接触が失われる可能性がある。

### 工業での応用

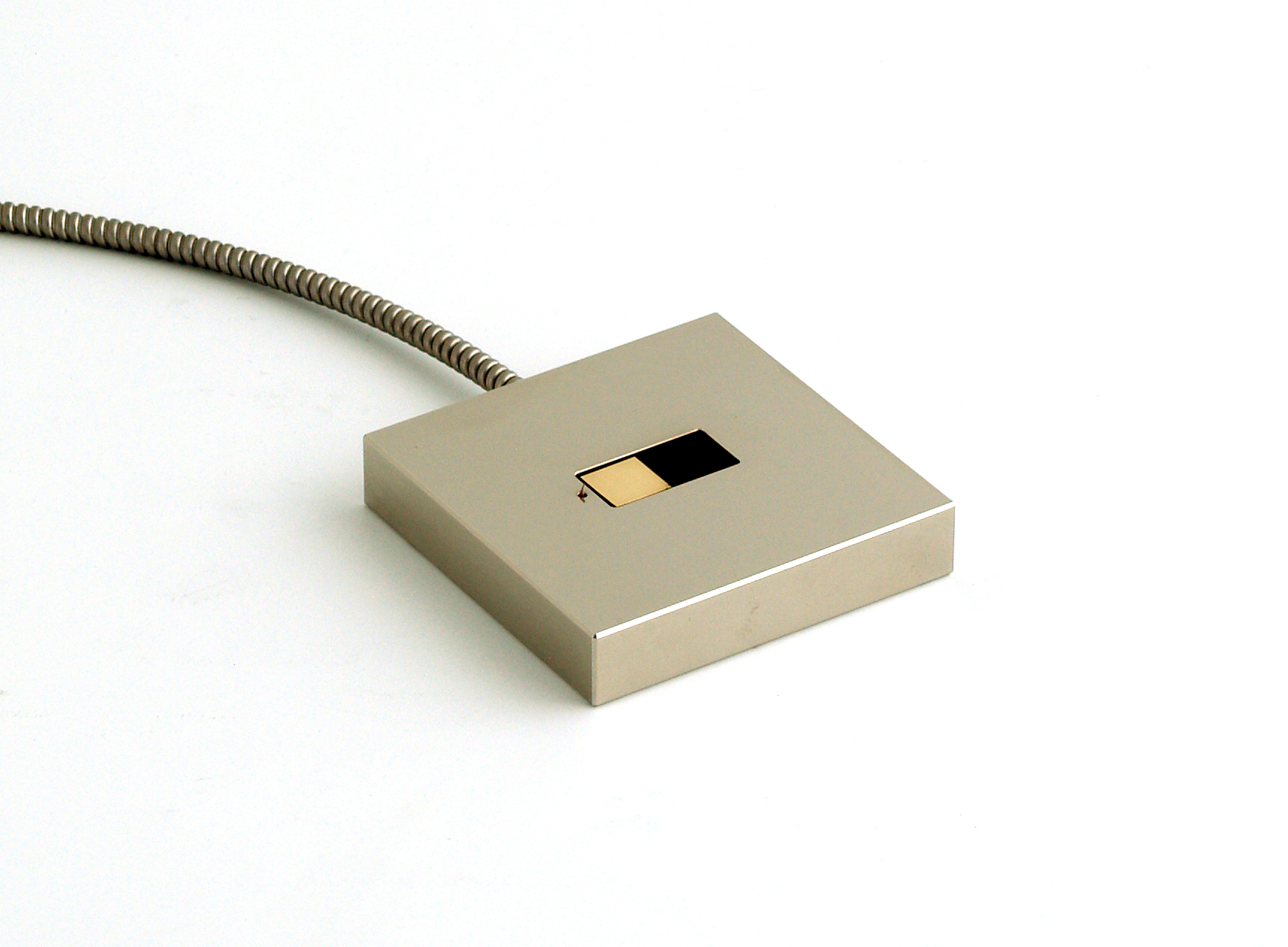
放射熱流束と対流熱流束の研究のための典型的な熱流束センサ。 写真は、メタルヒートシンク上に金被覆および黒被覆熱流センサを備えたモデルRC01を示している。 金センサは対流熱流束のみを測定し、黒センサは対流熱流束を測定する。 局所熱伝達係数を推定するために小さな空気温度センサが付加されていまる

熱流センサは、温度および熱フラックスがはるかに高い可能性がある工業分野でも使用される。 これらの環境の例としては、アルミニウム精錬、集光型太陽光発電、石炭ボイラー、高炉、フレアシステム、流動床、コーカーユニットなどがある。

## 性質
熱流センサは、一方向の局所的な熱フラックス（平方メートル当たりのワットで表される）を測定するものである。熱フラックスは以下のように表される。
{\displaystyle \phi _{q}={\frac {V_{\mathrm {sen} }}{E_{\mathrm {sen} }}}}
ここで、 {\displaystyle V_{\mathrm {sen} }} はセンサー出力で、{\displaystyle E_{\mathrm {sen} }} はセンサー固有の校正係数である。

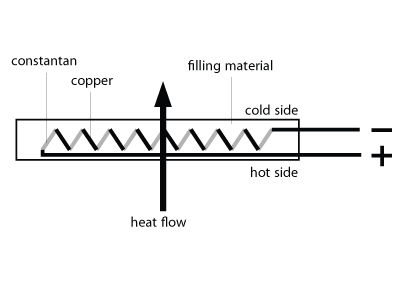
熱流センサの一般的な特性。

熱流センサは一般に、平板の形状で、センサ面に垂直な方向の感度とを有している。
通常、サーモパイル(熱電堆)と呼ばれる直列に接続された熱電対集合体が使用されます。 サーモパイルの一般的な利点は、その安定性、低い内部抵抗値（電磁ノイズの影響が小さい）、良好な信号ノイズ比、ゼロ安定性である。 感度が低いことが欠点である。
熱流センサの挙動をよりよく理解するために、抵抗RとコンデンサCとからなる単純な電気回路としてモデル化して考えてみる。熱流センサーの熱抵抗 {\displaystyle R_{\mathrm {sen} }} 熱容量 {\displaystyle C_{\mathrm {sen} }} と応答時間 {\displaystyle \tau _{\mathrm {sen} }} を類推して考えてみる。
通常、熱流センサの全体の熱抵抗および熱容量は、充填材料の熱抵抗および熱容量と等しい。 電気回路との類推をさらに進めると、応答時間の式は次のようになる。
{\displaystyle \tau _{\mathrm {sen} }=R_{\mathrm {sen} }C_{\mathrm {sen} }={\frac {d^{2}\rho C_{p}}{\lambda }}}
ここで、 {\displaystyle d} はセンサの厚さ、 {\displaystyle \rho } 密度、{\displaystyle C_{p}} は比熱容量、{\displaystyle \lambda } は熱伝導率である。 この式から、充填材料の材料特性および寸法が応答時間を決定していると結論づけることができる。 経験則として、応答時間は厚さの2乗に比例する。

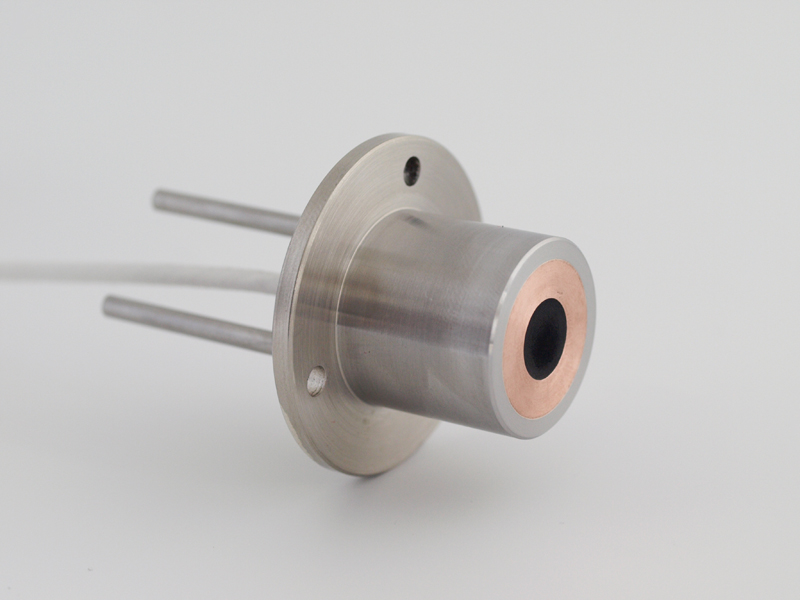
ガードン（Gardon）またはシュミット・ボエルター（Schmidt-Boelter）ゲージの例。金属筐体、黒色の感部、水冷パイプ、取り付けフランジ、ケーブルで校正される。この例では、筐体直径は25mmである。 写真はモデルSBG01を示す。

センサ特性を決定する他のパラメータは、熱電対の電気的特性である。 熱電対の温度依存性は、熱流センサの温度依存性および非線形性を引き起こす。 ある温度での非直線性は、実際には、その温度における温度依存性の派生物である。
しかし、十分に設計されたセンサは、予想よりも低い温度依存性およびより良好な直線性を有することができる。 これを達成するには2つの方法がある：
第1の可能性として、サーモパイルによって生成される電圧の温度依存性を相殺するために、充填材料および熱電対材料の導電率の温度依存性を使用することができる。
熱流センサの温度依存性を最小にする別の可能性として、サーミスタを内蔵した抵抗ネットワークを利用することである。 サーミスタの温度依存性は、サーモパイルの温度依存性とのバランスを取る。
熱流センサの挙動を決定する別の要因は、センサの構造である。 特に、ある設計のセンサーは、強く不均一な感度を有すし、別のものは横方向のフラックスに対しても感度を示す。 上の図で概略的に示されたセンサは、例えば、左から右への熱の流れにも敏感である。 このタイプの挙動は、フラックスが均一で一方向のみである限り、問題を引き起こさない。
感度の均一性を高めるために、図の左に示すようないわゆるサンドイッチ構造を用いることができる。 高い導電率を有するプレートの目的は、感知面全体にわたる熱の輸送を促進することである。
横方向のフラックスに対する不均一性および感度を定量化することは困難である。 一部のセンサーはセンサーを2つの部分に分割して余分な電気リードで接続されている。 使用中にセンサまたはフラックスの不均一な挙動があり、2つの部分が異なる出力をする。
要約：熱流センサに起因する固有の特性は、熱伝導率、全熱抵抗、熱容量、応答時間、非直線性、安定性、感度の温度依存性、感度の均一性、横方向フラックスに対する感度である。 最後の2つの特性について、定量化のための良い方法は分かっていない。

## エラーの原因
熱流センサの測定結果の解釈は、測定される現象が準静的であり、センサ表面を横切る方向に生じると仮定して行われることが多い。 動的効果および横方向のフラックスは、誤差源となる。

### 動的効果
条件が準静的であるという仮定は、検出器の応答時間に関連している。熱流センサーが放射センサとして使用される場合は、フラックスの変化の影響を説明するのに役立つ。 センサの冷接点が一定温度にあり、エネルギーが t> 0から流れると仮定すると、センサの応答は次のようになる。
{\displaystyle V_{\mathrm {sen} }=E_{\mathrm {sen} }\left(1-e^{-{\frac {t}{\tau _{\mathrm {sen} }}}}\right)}
これは {\displaystyle \tau _{\mathrm {sen} }}、の応答時間の期間では、読み値は誤差があることを示す。 一般的に、熱流センサーの応答速度は非常に遅く、95％の応答に達するまでに数分かかる。 これが長期にわたって積算された値を扱うことが一般的である理由である。応答時間の間にも、センサー信号は上下に変動する。 長い応答時間に発生するエラーはキャンセルされるという前提がある。 一般的にノイズは、平均すると上下同じ大きさで発生する。これは、応答時間以上の安定した熱フラックスを対象とする場合にのみこの原理のセンサが有効であることは明らかである。
長い応答時間に起因するエラーを避けるために、応答時間に決定する {\displaystyle R_{\mathrm {sen} }C_{\mathrm {sen} }}の値が低いセンサーを使用する。 換言すれば、大きさが小さいか厚さが薄いセンサとなる。
冷接点が一定温度にある限り、上記のセンサ応答時間式は成り立つ。 センサーの温度が変化したときには予想外の結果が出現する可能性がある。センサ温度が冷接点で次のの割合 {\displaystyle {\frac {\mathrm {d} T}{\mathrm {d} t}}},  {\displaystyle t=0},で変化し始めると仮定すると、 {\displaystyle \tau _{\mathrm {sen} }} がセンサーの応答時間である。

## 参考
Gardon gauge